# Sabal causiarum
Sabal causiarum är en enhjärtbladig växtart som först beskrevs av Orator Fuller Cook, och fick sitt nu gällande namn av Odoardo Beccari. Sabal causiarum ingår i släktet Sabal och familjen Arecaceae. Inga underarter finns listade i Catalogue of Life.

## Bildgalleri

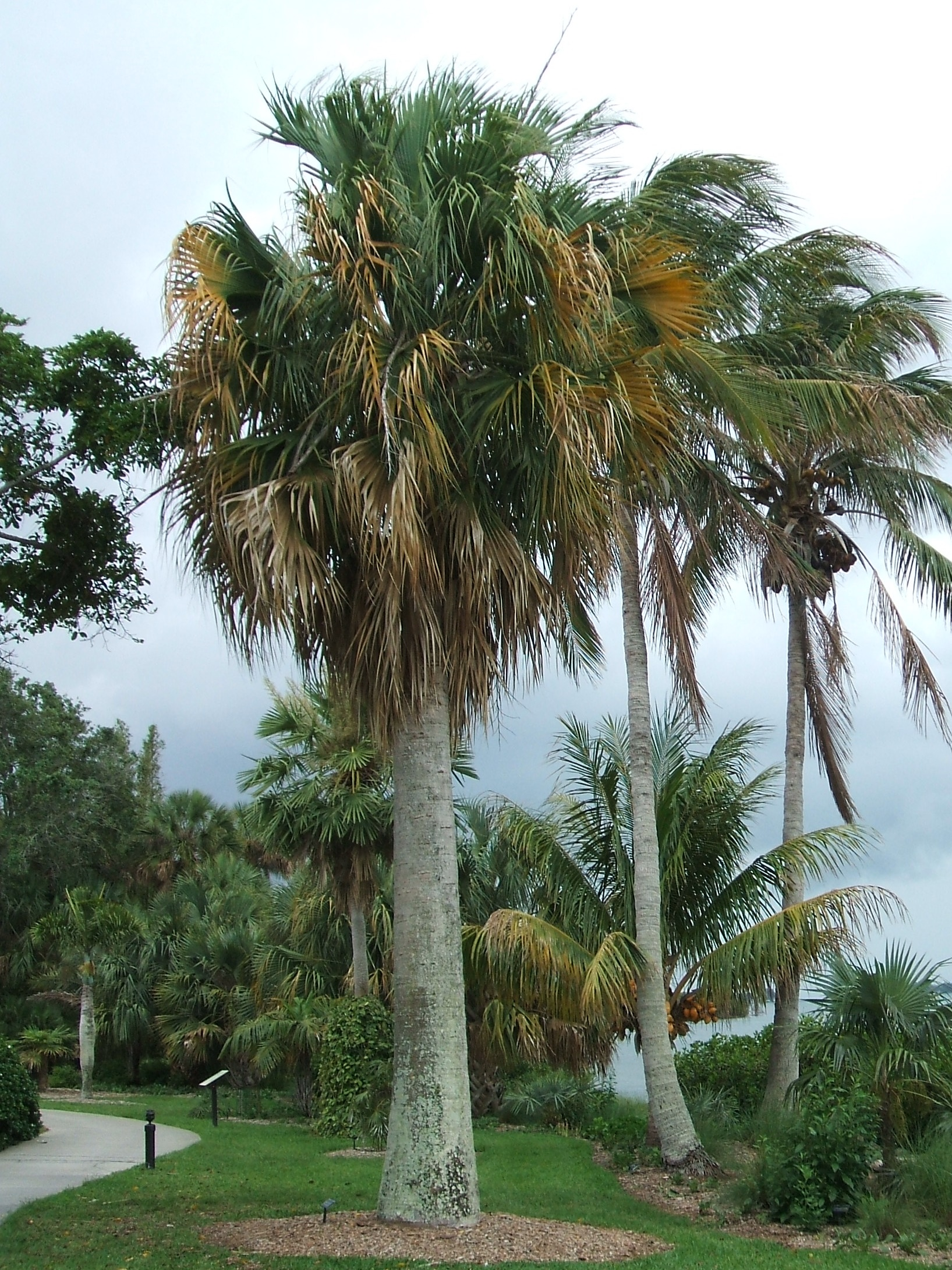